# Ким Мён Гиль
Ким Мён Гиль (кор. 김명길?, 金敏吉?; 16 октября 1984, Пхеньян, КНДР) — северокорейский футболист, вратарь клуба «Амноккан». Выступал в сборной КНДР.

## Карьера

### Клубная
С 2004 года выступает в Северокорейской лиге за пхеньянский клуб «Амноккан», который становился чемпионом страны в 2006 году, а также вице-чемпионом в 2007 и 2009 годах.

### В сборной
В составе главной национальной сборной КНДР выступает с 2005 года, сыграл 5 матчей, в которых пропустил 9 мячей, в отборочном турнире к чемпионату мира 2006 года.
В 2010 году Ким был включён в заявку команды на финальный турнир чемпионата мира в ЮАР. Перед первым матчем на турнире Мён Гиль покинул расположение команды; некоторыми предполагалось, что он и ещё три игрока сборной попросили в ЮАР политического убежища. Позже ФИФА сообщила, что у корейской делегации все игроки находятся в команде. На турнире, однако, Ким не сыграл ни разу.

## Достижения
«Амроккан»
- Чемпион КНДР (1): 2006
- Вице-чемпион КНДР (2): 2007, 2009